# Galathès, fils d'Hercule, 11e roi des Gaules et Lugdus, fondateur de Lyon
Galathès, fils d'Hercule, 11e roi des Gaules et Lugdus, fondateur de Lyon est une tapisserie sur métier faite de lin et de laine créée vers 1530. Elle est la troisième pièce de la tenture de l'Histoire des Gaules.
Offerte au chanoine de la cathédrale Saint-Pierre de Beauvais Nicolas d'Argillières en 1561, elle est conservée dans la cathédrale Saint-Pierre de Beauvais et fait l'objet d'un classement au titre des monuments historiques depuis le 25 février 1899.

## Description
La tapisserie met en scène deux principaux personnages : Galathès, fils d'Hercule, onzième roi des Gaules et Lugdus, fondateur de Lyon et treizième roi des Gaules.
La partie gauche présente Galathès entouré de ses compagnons, avec en fond la carte de la Gaule. On peut y lire les noms des cours d'eau (Méditerranée, Seine...) et certains territoires (France, Hollande...).
Sur partie droite, Lugdus également entouré de compagnons, se tenant devant Lyon, à la confluence du Rhône et de la Saône, avec les Alpes en amont.
|                                  |  | [[Image:Galathès, fils d’Hercule, 11e roi des Gaules, et Lugdus, fondateur de Lyon - détail (2).jpg\|100px\|Blason de Nicolas d'Argillières.\|alt=]] |
| Blason de Nicolas d'Argillières. |  | Blason dans la tapisserie. |

Un arbre sépare les deux scènes présente un écu aux armoiries de Nicolas d'Argillières : écartelé au 1 et 4 d'or à la fasce de gueules, accompagnées de trois trèfles de même au 2 et 3 d'azur à quatre fasces d'argent.

## Réalisation
En 1530, un clerc de la cathédrale de Beauvais passe commande d'une tapisserie directement inspirée de l'ouvrage alors très célèbre Illustrations de Gaule et singularités de Troie de Jean Lemaire de Belges. Cette œuvre en cinq pièces de tapisserie a été réalisé par un atelier inconnu. En comparant les styles de plusieurs autres pièces, des spécialistes estiment qu'elles doivent provenir du milieu parisien, sensible au maniérisme anversois. 
Cette tapisserie illustre les écrits de Lemaire de Belges sur les origines mythiques des villes de France et très appréciées à l'époque. Ces fables sont reprises dans de nombreux ouvrages dont les Anticques érections des Gaules publiées par Gilles Corrozet à Paris en 1535. Toutefois, si cette tapisserie s'inspire essentiellement des écrits de Lemaire de Belges, il s'agit également d'une œuvre à clef présentant des événements contemporains. le retour des fils de François Ier en France après le règlement de la rançon du roi, fait prisonnier à Pavie, et le mariage de François Ier avec Eléonore de Habsbourg.